# Gunung Berkat
Gunung Berkat is een bestuurslaag in het regentschap Asahan van de provincie Noord-Sumatra, Indonesië. Gunung Berkat telt 1524 inwoners (volkstelling 2010).